# خوسيه أنطونيو رودريغيز
خوسيه أنطونيو رودريغيز (بالإسبانية: José Antonio Rodríguez Romero) (4 يوليو 1992 بغوادالاخارا في المكسيك - ) هو لاعب كرة قدم مكسيكي في مركز حراسة المرمى، شارك في الألعاب الأولمبية الصيفية 2012. وشارك مع منتخب المكسيك تحت 17 سنة لكرة القدم ومنتخب المكسيك تحت 20 سنة لكرة القدم ومنتخب المكسيك تحت 23 سنة لكرة القدم. أما مع النوادي، فقد لعب مع نادي غوادالاخارا وتيبورونيس روخوس دي فيراكروز.

## وصلات خارجية
- خوسيه أنطونيو رودريغيز على موقع الاتحاد الدولي (مؤرشف)  (الإنجليزية)
- خوسيه أنطونيو رودريغيز على موقع قاعدة بيانات كرة القدم.إي يو (الإنجليزية)
- خوسيه أنطونيو رودريغيز على موقع Soccerway.com (الإنجليزية)
- خوسيه أنطونيو رودريغيز على موقع اللجنة الأولمبية الدولية (الإنجليزية)
- خوسيه أنطونيو رودريغيز على موقع أوليمبيديا (الإنجليزية)
- خوسيه أنطونيو رودريغيز على موقع AS.com (الإسبانية)